# 何子樂
何子樂，MH（1995年10月26日—），香港女子壁球運動員。

## 簡歷
何子樂中學時就讀賽馬會體藝中學，同期成為香港青年壁球隊成員，曾助港隊在2011及2013年世界青年壁球團體錦標賽取得季軍。
何子樂在2016年轉為全職運動員，其後贏過三個職業賽冠軍，並助香港隊贏得2018年亞洲壁球錦標賽女子團體冠軍。
2018年8月，何子樂代表香港參加印尼雅加達舉行的亞運會壁球比賽，與歐詠芝、陳浩鈴和李嘉兒合作出戰女子團體賽，結果，她們在決賽以場數2比0擊敗印度，助香港壁球隊首度贏得亞運會團體金牌。
2022年，何子樂更於「香港壁球錦標賽」先後擊敗林穎晞、林葆熒及港隊隊友李嘉兒，首次闖進該項本地項目決賽，並擊敗另一港隊隊友湯芷穎奪得冠軍。